# Боланди, Динора
Динора Боланди Хименес (исп. Dinora Bolandi Jimene; 1923, Сан-Хосе — 2004, Коста-Рика) — художница из Коста-Рики. Она училась в США, преподавала в Университете Коста-Рики и написала сотни картин. Она получила ведущую национальную премию в области искусства в 1990 году.

## Биография
Боланди родилась в 1923 году в Сан-Хосе. Её отец, Вальтер Боланди, был известным фотографом и кинематографистом, а её мать, Марина Хименес, была пианисткой. Динора брала уроки рисования у Фаусто Пачеко. Мать Диноры Боланди стала её натурщицей после того как она вернулась с пятнадцатилетнего обучения в Колорадо и в Нью-Йорке, где её преподавателями были Иван Олинский и Роберт Брэкман.
Она работала фотографом в 1960-х годах, прежде чем стала профессором в Университете Коста-Рики, а затем в Национальном университете Колумбии. Боланди не была заинтересована в участии в выставках и потому публично демонстрировала только четыре свои работы. Ей была присуждена Национальная премия Магона в области культуры, хотя она не считала себя достойной этого. Боланди вышла на пенсию в 1983 году.
Она находилась в первой волне женщин-художниц Коста-Рики, в которую вошли также Маргарита Берто, Лола Фернандес и Соня Ромеро. Считается, что эти четыре художницы, преподававшие изобразительное искусство в университете Коста-Рики, создали второе поколение коста-риканских женщин-художниц.
В последние годы Динора жила практически отшельницей в Эскасу (западном пригороде Сан-Хосе), продавала мало и иногда писала портреты случайных незнакомцев.

## Смерть и наследие
Боланди умерла в 2004 году, завещав более двухсот картин музею Централ Банк. В 2014 году стало известно, что новая объединённая галерея и зона ожидания в театре Мелико Салазара будут названы в честь Боланди.